# Fiebre del oro

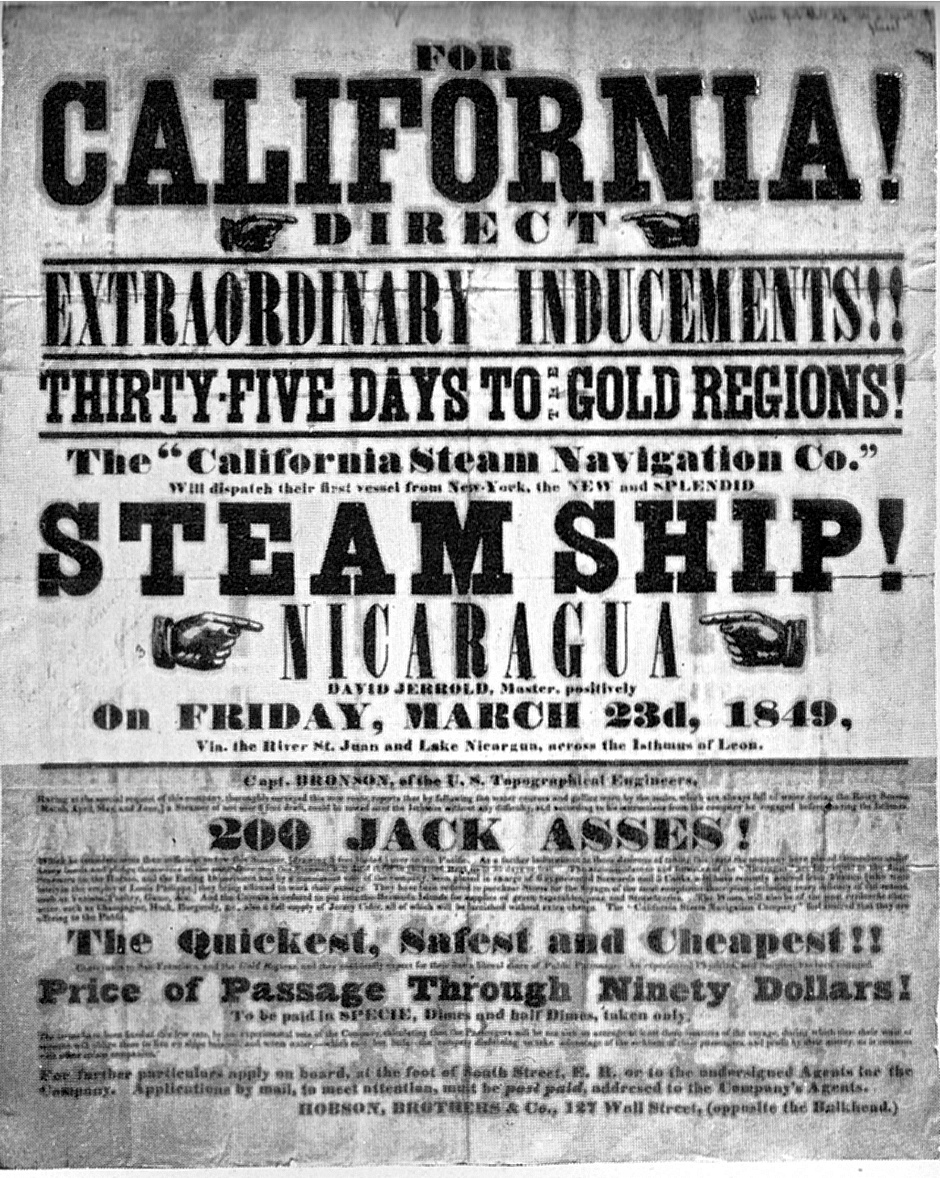
Un cartel durante la fiebre del oro en California.

Se llama fiebre del oro a un período de migración apresurada y masiva de trabajadores hacia zonas más rústicas en las que se ha producido un descubrimiento espectacular de yacimientos de oro. Suele referirse en especial al que se produjo en California, Estados Unidos, en 1848 y que finalizó en 1960 aproximadamente.

## Causas
Las fiebres de oro constituyeron un rasgo de la cultura popular del siglo XIX. Los factores que indujeron a muchos a abandonar sus empleos y modos de vida convencionales en busca del oro son de variada índole:
- Relativas mejoras en las redes de transporte,
- Mejoras en los medios de comunicación, que contribuyeron a extender noticias y rumores,
- Cierta insatisfacción social,
- Un sistema monetario internacional basado en el patrón oro.

Curiosamente, pocos mineros se hicieron ricos, mientras que los proveedores de los mismos y otros comerciantes encontraron la fortuna gracias a estos procesos.

## Zonas

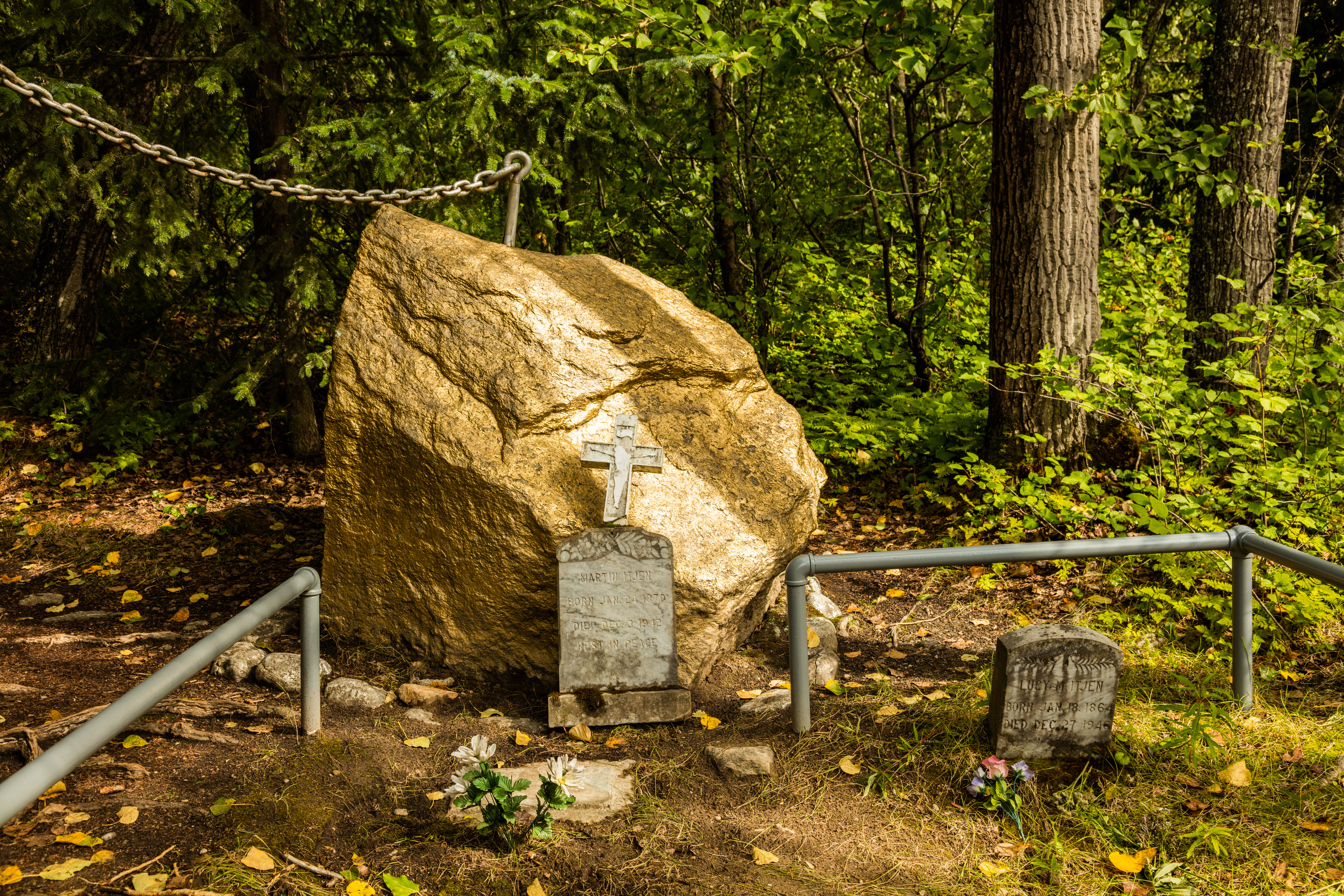
Cementerio de la fiebre del oro, Skagway, Alaska, Estados Unidos.

Estas son las zonas en las que se dio la fiebre del oro:
- Valle del Cibao, Isla de la Española, 1494[1]
- Zacatecas, Virreinato de Nueva España, en 1546.
- Parral, Chihuahua, en 1631.
- Fiebre del oro en Brasil, 1697.[2]
- El Oro, El Oro de Hidalgo, en 1787.
- Fiebre del oro de Georgia (1829-1840).
- Sur de los Montes Apalaches en Estados Unidos, al norte de Atlanta y al oeste de Charlotte, a finales de los años treinta del siglo XIX.
- Fiebre del oro de California (1848).
- Norte de Nevada, desde la primavera de 1850, Veta Comstock muy rica también en plata el 28 de enero de 1859, Gold Hill, Silver City y Virginia City.[3]
- Fiebres del oro en Australia, desde 1851.
- Colorado, 1858.[4]
- Fiebre del oro del cañón del Fraser, Columbia Británica (1858).
- Otago, Nueva Zelanda, desde 1861.
- Este de Oregón, años 60 y 70 del siglo XIX.
- Montana, desde 1863.
- El Callao, Venezuela, desde 1871.
- Tierra del Fuego, Argentina y Chile (1883).
- Transvaal (Sudáfrica), en 1886. La llegada de mineros fue uno de los factores que alimentaron la guerra de los Bóeres.
- Klondike en Yukón, Canadá (1896).
- Alaska (1898).
- Las Juntas de Abangares, Guanacaste, en Costa Rica (1888 a 1930).